# María Trinidad García Arguelles
 María Trinidad García Arguelles (Kantunilkín, Lázaro Cárdenas, Quintana Roo; 5 de enero de 1976) es una política quintanarroense que actualmente se desempeña como diputada local plurinominal por el Partido Acción Nacional en el Congreso del Estado de Quintana Roo
Cursó sus estudios en el Centro Bachillerato Tecnológico Agropecuario (CBTA) número 186 de Kantunilkín, Quintana Roo, posteriormente emprendió un negocio fundando la empresa de agua purificada “Del Caribe” en esa misma localidad. Simultáneamente se dedicó al trabajo social en su municipio; lo que le valió para ser electa Presidente Municipal del Lázaro Cárdenas para el periodo (2011 – 2013), cargo al que renunció para presentarse a diputada local por el XV Distrito en las elecciones estatales del año 2013.
Fue derrotada en las urnas, resultando ganadora su antigua compañera de partido Freyda Maribel Villegas Canché, candidata del PRI, pero llegó a la diputación por la vía plurinominal, y rindió protesta el 14 de septiembre de ese mismo año. Preside la Comisión de Defensa de los Límites de Quintana Roo y Asuntos Fronterizos en el Congreso del Estado de Quintana Roo

## Presidencia Municipal de Lázaro Cárdenas
Tras reconocer las estrategias y acciones para un buen gobierno en el municipio de Lázaro Cárdenas, el Instituto Mexicano de Evaluación (IMDE) realizó la entrega del Premio Nacional Tlatoani 2013 a la Alcalde María Trinidad García Arguelles. Cabe señalar que este premio se otorga a los mejores Gobernadores, Senadores, Presidentes Municipales, Diputados, Síndicos, Regidores, Secretarios y Directores de los Gobiernos, por su contribución al desarrollo del país a través de una buena gestión pública. 
El Instituto Mejores Gobernantes Asociación Civil (IMG A.C.), desarrolla investigaciones de opinión en cada municipio o localidad, donde se desempeña el servidor público considerado en la ocasión del premio nacional en turno; dichas investigaciones contemplan la detección de aquellas acciones y políticas de gobierno que han representado el mejor impacto social en su comunidad, de calidad, administrativos, de innovación en sus programas, de análisis de su presencia en medios y de la propia percepción pública de su desempeño.